# Dragana Cvijić
Dragana Cvijić (serbisch-kyrillisch Драгана Цвијић; * 15. März 1990 in Belgrad) ist eine serbische Handballspielerin, die dem Kader der serbischen Nationalmannschaft angehört.

## Karriere

### Im Verein
Dragana Cvijić begann im Jahre 2000 das Handballspielen bei ŽRK Radnički Obrenovca. Die nächste Station der Kreisläuferin war der serbische Klub Roter Stern Belgrad. Nachdem Cvijić dort in der Damenmannschaft aufgelaufen war, wechselte sie im Jahr 2009 zum slowenischen Erstligisten RK Krim. In ihrer ersten Spielzeit bei Krim gewann sie sowohl die slowenische Meisterschaft als auch den slowenischen Pokal. In der folgenden Saison gewann Cvijić erneut das nationale Double, musste jedoch schier die gesamte Spielzeit aufgrund einer Knieverletzung pausieren. Im Sommer 2011 nahm sie der montenegrinische Spitzenverein ŽRK Budućnost Podgorica unter Vertrag.
In ihrer Premierensaison in Podgorica gewann die Serbin die montenegrinische Meisterschaft, dem montenegrinischen Pokal sowie die EHF Champions League. Anschließend verletzte sich Cvijić erneut schwer am Knie und kehrte erst in der zweiten Saisonhälfte 2012/13 in den Kader ihrer Mannschaft zurück. In den Spielzeiten 2013/14, 2014/15, 2015/16 und 2016/17 gewann sie die Meisterschaft sowie den montenegrinischen Pokal. 2015 gewann sie zum zweiten Mal die EHF Champions League. In der Saison 2017/18 stand sie beim mazedonischen Verein ŽRK Vardar SCBT unter Vertrag. Mit Vardar gewann sie 2018 die mazedonische Meisterschaft sowie den mazedonischen Pokal. Anschließend wechselte sie zum rumänischen Erstligisten CSM Bukarest. Mit Bukarest gewann sie 2019 den rumänischen Pokal. Im Sommer 2021 kehrte sie zum RK Krim zurück. Cvijić verließ im Dezember 2021 vorzeitig den Verein und schloss sich dem russischen Erstligisten PGK ZSKA Moskau an. Mit ZSKA gewann sie 2022 den russischen Pokal. Seit der Saison 2022/23 steht sie beim ungarischen Erstligisten Ferencváros Budapest unter Vertrag. Mit Ferencváros gewann sie 2023, 2024 und 2025 den ungarischen Pokal, 2024 die ungarische Meisterschaft und stand 2023 im Finale der EHF Champions League.

### In der Nationalmannschaft
Dragana Cvijić spielte anfangs für die serbische Juniorinnen-Nationalmannschaft, für die sie u. a. bei der U19-Europameisterschaft 2009 in Ungarn auflief. Mit der serbischen A-Nationalmannschaft nahm sie im Alter von 18 Jahren an der Europameisterschaft 2008 teil. Nachdem Cvijić mehrere Turnierteilnahmen aufgrund ihrer Knieverletzungen verpasst hatte, gehörte sie wieder bei der Weltmeisterschaft 2013 dem serbischen Kader bei einem Großturnier an. Dort gewann die Serbin die Silbermedaille und wurde weiterhin in das Allstar-Team gewählt.